# Пшемислав Плахета
Пшемислав Плахета (пол. Przemysław Płacheta, нар. 23 березня 1998, Лович) — польський футболіст, фланговий півзахисник англійського клубу «Норвіч Сіті» та національної збірної Польщі.

## Клубна кар'єра
Народився 23 березня 1998 року в місті Лович. Вихованець юнацьких команд футбольних клубів «Пелікан» (Лович), ЛКС (Лодзь), УКС СМС (Лодзь) та «Полонія» (Варшава). У серпні 2015 року він перебрався до академії німецького клубу «РБ Лейпциг», де провів два сезони, але до основної команди включений не був.
У липні 2017 року став гравцем клубу Третьої ліги Німеччини «Зонненгоф Гросашпах», в якому і дебютував на дорослому рівні, але за пів року взяв участь лише у 2 матчах чемпіонату, тому в січні 2018 року повернувся на батьківщину і до кінця сезону 2017/18 захищав кольори клубу «Погонь» (Седльце) з другого дивізіону, а в наступному сезоні грав там же за «Подбескідзе» з містечка Бельсько-Бяла.
1 липня 2019 року Плахета уклав контракт з клубом вищого дивізіону «Шльонськ», у складі якого провів наступний рік своєї кар'єри гравця. Граючи у складі вроцлавського «Шльонська» також здебільшого виходив на поле в основному складі команди, зігравши у 35 матчах чемпіонату, в яких забив 8 голів та віддав 5 передач.
22 липня 2020 року за 3 млн. євро Плахета перейшов у англійський «Норвіч Сіті», що стало рекордом продажу для «Шльонська». У першому сезоні поляк відіграв за команду з Норвіча 26 матчів в національному чемпіонаті і допоміг їй посісти перше місце Чемпіоншипу та вийти до Прем'єр-ліги.

## Виступи за збірні
2015 року дебютував у складі юнацької збірної Польщі (U-18), загалом на юнацькому рівні взяв участь в 11 іграх.
Протягом 2019—2020 років залучався до складу молодіжної збірної Польщі, з якою поїхав на молодіжний чемпіонат Європи 2019 року в Італії. На турнірі Пшемислав зіграв в одному матчі проти Іспанії (0:5), а його збірна не вийшла з групи. Всього на молодіжному рівні зіграв у 8 офіційних матчах, забив 1 гол.
11 листопада 2020 року дебютував в офіційних матчах у складі національної збірної Польщі у товариському матчі зі збірною України (2:0).
У травні 2021 року потрапив до фінальної заявки збірної на чемпіонат Європи 2020 року.